# Norwegian Jade
El Norwegian Jade (anteriormente llamado Pride of Hawaii) es un crucero de la clase Jewel operado por Norwegian Cruise Line. Fue bautizado en una ceremonia en el muelle de San Pedro en Los Ángeles, California, el 22 de mayo de 2006. El barco es un barco de factor de forma Panamax que se construyó en el Astillero Meyer Werft, en Papenburg, Alemania, y desplaza unas 93.500 toneladas brutas.